# José Antonio Romero Morilla
José Antonio Romero Morilla (La Roda de Andalucía, Sevilla, España, 26 de diciembre de 1959) es un entrenador español. Actualmente pertenece a parte de la directiva del Córdoba Club de Fútbol, tras dejar de ser el entrenador del mismo club.

## Trayectoria

### Como entrenador

#### Córdoba CF Bpoiop
Al ser un entrenador con gran experiencia en el fútbol base del Córdoba Club de Fútbol, al que ha estado ligado cerca de dos décadas, se hizo cargo en la temporada 2004/2005 del filial blanquiverde cuando estaba en la Tercera División.

#### Montilla
Al dejar las riendas del filial blanquiverde, entrenó desde 2005 a 2009 al Montilla en la Primera Andaluza, al existir un acuerdo de colaboración entre el club de la capital y el de la localidad cordobesa. Al mantener a los vinícolas en la categoría durante 4 temporadas, perdió un ascenso a la Tercera División en su última temporada, lo que provocó su despido por parte del club.

#### Córdoba CF Juvenil
En la temporada 2009/2010 regresó a la entidad blanquiverde para hacerse cargo de su equipo juvenil, con el que estuvo dos campañas, para pasar a ser el coordinador del fútbol base del club en la temporada 2011-12, cargo que aún ostenta y que empezó a compatibilizar con el de técnico del filial una vez iniciada la temporada 2013-14.

#### Vuelta al Córdoba B
En 2014, Romero debutó en Segunda B para salvar al filial cordobesista cuando este era el colista del Grupo IV. En la temporada siguiente, Romero seguía al mando del Córdoba B. Su debut en Segunda B con el filial fue el 20 de octubre de 2013 en un partido en La Roda y con empate a uno 1-1, encuentro tras el que ya acumula 59 partidos con el Córdoba B. En esos partidos, logró diecinueve victorias, quince empates y veinticinco derrotas, con 62 goles a favor y 83 en contra, unos resultados que dejaron al segundo equipo como colista del grupo con veintiocho puntos, a cinco de la permanencia cuando restaban nueve jornadas de la conclusión del torneo.

#### Córdoba CF
En marzo de 2015, tras la destitución del serbio Miroslav Đukić, se convierte en nuevo entrenador del Córdoba CF, tomando el mando del primer equipo de forma interina según el anuncio del club. Se convierte así en el 67.º entrenador en la historia del Córdoba y el duodécimo que dirige al equipo en la máxima categoría del fútbol español. Sin embargo, no pudo revertir la situación, y el conjunto blanquiverde terminó descendiendo a Segunda División a falta de 3 jornadas para el final del campeonato. Al comienzo de la pretemporada en Segunda, es sustituido por José Luis Oltra, y Carlos González anuncia que será el director de la futura ciudad deportiva.

## Clubes

### Como entrenador
| Club                           | País   | Año       |
| ------------------------------ | ------ | --------- |
| Córdoba Club de Fútbol "B"     | España | 2004-2005 |
| Montilla Club de Fútbol        | España | 2005-2009 |
| Córdoba Club de Fútbol Juvenil | España | 2010-2013 |
| Córdoba Club de Fútbol "B"     | España | 2013-2015 |
| Córdoba Club de Fútbol         | España | 2015      |